# Grundvattnet, Dalsland
Grundvattnet är en sjö i Dals-Eds kommun i Dalsland och ingår i Göta älvs huvudavrinningsområde. Sjön har en area på 0,115 kvadratkilometer och ligger 128,2 meter över havet.

## Delavrinningsområde
Grundvattnet ingår i det delavrinningsområde (654218-128307) som SMHI kallar för Utloppet av Grundvattnet. Medelhöjden är 134 meter över havet och ytan är 0,39 kvadratkilometer. Det finns inga avrinningsområden uppströms utan avrinningsområdet är högsta punkten. Vattendraget som avvattnar avrinningsområdet har biflödesordning 4, vilket innebär att vattnet flödar genom totalt 4 vattendrag innan det når havet efter 218 kilometer. Avrinningsområdet består mestadels av skog (70 procent). Avrinningsområdet har 0,12 kvadratkilometer vattenytor vilket ger det en sjöprocent på 29,6 procent.